# نيلفانا
نيلفانا (بالإنجليزية: Nelvana)‏ هي شركة ترفيهية كندية أسست عام 1971 وهي متخصصة في صناعة الرسوم المتحركة للأطفال، سميت بهذا الاسم من قبل مؤسسيها مايكل هيرش وباتريك لوبيرت وكلايف أ. سميث على اسم أول بطلة خارقة كندية والتي ابتكرها أدريان دنيغل في عام 1940. يتكون شعار الشركة من دب قطبي يشاهد نجم الشمال. الشركة تابعة كوروس للترفيه منذ سبتمبر 2000 بعد الاستحواذ عليها من شاو للإتصالات.
تختص الشركة بأفلام الأطفال، إلا أنها أنتجت بعض الرسوم المتحركة للكبار. كانت نيلفانا موزعة عالمية لبعض مسلسلات لنيكلوديون مثل أوه نعم! كارتونز ، تاينا ، الوالدان السحريان ، عالم الطباشير ، المراهقة الآلية ، داني الشبح.
في عام 2007 كانت نيلفانا تضم أكثر من 1650 مكتبة وتملك هذه الشركة الدولية مكاتب في فرنسا ، إيرلندا واليابان. برامج نيلفانا تبث في أكثر من 150 بلد حول العالم وتلقت أكثر من 20 جائزة دولية عن برامجها مثل إيمي وجيمين. 